# فرانک چینگ
فرانسیس دی کی (فرانک) چینگ (انگلیسی: Frank Ching؛ زادهٔ ۱ ژانویهٔ ۱۹۴۳) پدیدآور کتاب‌های معماری، گرافیست، و استاد بازنشسته دانشگاه واشینگتن اهل ایالات متحده آمریکا است. چینگ در هاوایی زاده شد و مدرک خود را از دانشگاه نوتردام در سال ۱۹۶۶ دریافت کرد. پس از چند سال از اخذ مدرک به عضویت هیئت علمی دانشگاه اوهایو درآمد و مدرس نقاشی شد. در این زمان چینگ مطالبی را در باب معماری و گرافیک یادداشت و آن‌ها را به دانشجویان خود ارائه می‌داد. این یادداشت‌ها در سال ۱۹۷۴ توسط انتشارات ون نوستراند رینهولد منتشر شد. چینگ دوازده کتاب دیگر در زمینهٔ معماری و گرافیک نوشته‌است. از طراحی‌های می‌توان به قلم Tekton در نرم‌افزارهای ادوبی اشاره کرد.
چینگ برای مدتی عضو هیئت علمی معماری در دانشگاه ویسکانسین در میلواکی بود. در اواخر سال ۱۹۸۰ به تدریس در گروه معماری دانشگاه واشینگتن مشغول شد و در سال ۱۹۹۱ به درجه استاد تمام رسید و پانزده سال بعد را به تدریس در استودیوهای معماری مقدماتی و گرافیک گذراند. با اینکه چینگ در ۲۰۰۶ بازنشسته شد اما تا ۲۰۱۱ به صورت پاره‌وقت تدریس می‌کرد. در حال حاضر او یک استاد بازنشسته‌است.
چینگ در سال ۱۹۹۰ به عنوان استاد مدعو در مؤسسه فناوری توکیو و در سال ۱۹۹۳ در دانشگاه چینی هنگ کنگ تدریس کرده‌است. او همچنین از دانشگاه ناتینگهام ترنت دکترای افتخاری طراحی گرفته‌است. چینگ در سال ۲۰۰۷ از هیئت داوران جایزه طراحی ملی کوپر هویت را دریافت کرد و در همان سال برندهٔ جایزهٔ همکاری مؤسسه معماران آمریکا شد.
او از سال ۲۰۱۲، بخشی از نوشته‌های خود را در وبلاگی شخصی با عنوان مشاهده، تفکر و طراحی منتشر می‌کند.

## آثار
- گرافیک معماری ۱۹۷۵، دومین ویرایش ۱۹۸۵، سومین ویرایش ۱۹۶۶، چهارمین ویرایش ۲۰۰۳، پنجمین ویرایش ۲۰۰۹.
- معماری: فرم، فضا و نظم ۱۹۷۹، دومین ویرایش ۱۹۹۶، سومین ویرایش ۲۰۰۷.
- ساخت و ساز ساختمان مصور ۱۹۷۵، دومین ویرایش ۱۹۹۱ «با همکاری کاساندرا آدامز»، سومین ویرایش ۲۰۰۳ «با همکاری کاساندرا آدامز».
- کدهای ساختمان مصور با همکاری وینکل، استیون آر۲۰۰۰–۲۰۰۳.
- کدهای ساختمان مصور با همکاری وینکل، استیون آر ۲۰۰۶–۲۰۰۷.
- طراحی نشیمن با همکاری جویورشک و استیون ۱۹۹۸.
- نقشه‌کشی فرایند خلاق ۱۹۹۰.
- تاریخچه جهانی معماری با همکاری جارزومبک، مارک م و پراکاش ۲۰۰۷.
- صفحه اصلی نوسازی با همکاری میلر و دیل ای ۱۹۸۳.
- طراحی داخلی مصور ۱۹۸۷، دومین ویرایش ۲۰۰۵ «با همکاری بینجل».
- طرحی (اسکچ) از ژاپن ۲۰۰۰.
- واژه‌نامه‌های معماری ۱۹۹۵ چاب دوم ۲۰۱۲.
- الگوها، سیستم‌ها وطراحی ۲۰۰۹.